# 4. Magdeburgisches Infanterie-Regiment Nr. 67
Das 4. Magdeburgisches Infanterie-Regiment Nr. 67 war ein Infanterieverband der Preußischen Armee.

## Geschichte
Der Verband wurde am 5. Mai 1860 im Zuge der Heeresvermehrung als 27. kombiniertes Infanterie-Regiment aufgestellt und erhielt am 4. Juli 1860 die Bezeichnung 4. Magdeburgisches Infanterie-Regiment (Nr. 67). Die Klammer entfiel am 7. Mai 1861.
Einheiten des Regiments nahmen an verschiedenen Kriegen teil:
- 1864 gegen Dänemark
- 1866 gegen Österreich
- 1870/71 gegen Frankreich

Im Ersten Weltkrieg unterstand es der 34. Infanterie-Division.

### Verbleib
Nach Kriegsende wurde das Regiment ab dem 21. Dezember 1918 zunächst in Wettin und ab Mitte März 1919 in Hadmersleben demobilisiert und aufgelöst. Aus Teilen bildete sich das Freiwilligen-Bataillon Alemann, das als II. Bataillon im Freiwilligen-Infanterie-Regiment Haupt beim Freikorps Hasse im Grenzschutz Oberschlesien eingesetzt wurde. Diese Formation wurde am 5. Februar 1920 als II. Bataillon in das Reichswehr-Infanterie-Regiment 108 eingegliedert.
Die Tradition übernahm in der Reichswehr durch Erlass des Chefs der Heeresleitung General der Infanterie Hans von Seeckt vom 24. August 1921 die in Quedlinburg stationierte 5. Kompanie des 12. Infanterie-Regiments.

## Gedenken

Das Soldatendenkmal im Bochumer Stadtpark bei der Einweihung am 18. August 1935

In Bochum wurde zur NS-Zeit das Kriegerdenkmal am Stadtpark für die 67er errichtet und am 18. August 1935 eingeweiht. Es sollte die Kontinuität zwischen der kaiserlichen Truppe und der neuen Wehrmacht unterstreichen. Auf dem Denkmal wurden Orte genannt, an denen die Soldaten des Regimentes gekämpft haben: Fillières, Dannevoux, Argonnen, Verdun, Deuxnouds, Vauquois, Brimont, Flandern, Thiaucourt, Cambrai, Crozat-Kanal, Beauregard.
Die Soldaten des Denkmals wurden 1983 von Unbekannten abgesägt und umgestürzt. Die Soldatenfiguren wurde in das Stadtarchiv Bochum gebracht. 2014 waren sie als Leihgabe einer großen Ausstellung über den Ersten Weltkrieg auf der Zeche Zollverein.

## Kommandeure
| Dienstgrad            | Name                           | Datum                                                      |
| --------------------- | ------------------------------ | ---------------------------------------------------------- |
| Oberstleutnant/Oberst | Hermann von Gersdorff          | 08. Mai 1860 bis 24. Juni 1864                             |
| Oberst                | Eduard von Bothmer             | 25. Juni 1864 bis 7. Februar 1868                          |
| Oberstleutnant        | Heimart von Linsingen          | 08. Februar bis 21. März 1868 (mit der Führung beauftragt) |
| Oberst                | Heimart von Linsingen          | 22. März 1868 bis 16. Juni 1869                            |
| Oberst                | Friedrich von Zglinicki        | 18. Juni 1869 bis 19. Januar 1873                          |
| Oberstleutnant/Oberst | Heinrich von Olszewski         | 20. Januar 1873 bis 13. Januar 1879                        |
| Oberst                | Rudolph Buek                   | 14. bis 22. Januar 1879                                    |
| Oberstleutnant        | Franz von Gaza                 | 23. Januar bis 11. April 1879 (mit der Führung beauftragt) |
| Oberstleutnant/Oberst | Franz von Gaza                 | 12. April 1879 bis 11. Januar 1881                         |
| Oberst                | Eugen von Hering               | 12. Januar 1881 bis 3. August 1888                         |
| Oberst                | Philipp von Fischer-Treuenfeld | 04. August 1888 bis 23. März 1890                          |
| Oberst                | Karl Hoffmann                  | 24. März 1890 bis 13. Februar 1893                         |
| Oberst                | Ferdinand Stolte               | 14. Februar 1893 bis 19. Mai 1896                          |
| Oberst                | Ferdinand Windt                | 20. Mai 1896 bis 14. Juni 1899                             |
| Oberst                | Oskar Sachs                    | 15. Juni 1896 bis 17. April 1903                           |
| Oberst                | Waldemar Hopfe                 | 18. April 1903 bis 17. Mai 1905                            |
| Oberst                | Hans von Sannow                | 18. Mai 1905 bis 20. Mai 1906                              |
| Oberst                | Franz Reitzenstein             | 21. Mai 1906 bis 1. Mai 1910                               |
| Oberst                | Paul Rethel                    | 02. Mai 1910 bis 20. April 1911                            |
| Oberst                | Bruno Melms                    | 21. April 1911 bis 21. März 1914                           |
| Oberst                | Wolfgang Pietsch               | 22. März bis 13. Oktober 1914                              |
| Oberstleutnant        | Felix von Merkatz              | 14. Oktober 1914 bis 11. Oktober 1917                      |
| Major                 | Lubbert von Westphalen         | 12. Oktober bis 19. Dezember 1917                          |
| Major                 | Franz Caesar                   | 20. Dezember 1917 bis 9. März 1918                         |
| Major                 | Fritz Schubert                 | 11. März 1918 bis 9. Januar 1919                           |
| Oberst                | Paul Haehling von Lanzenauer   | 10. Januar bis 3. Februar 1919                             |
| Oberst                | Paul Schallehn                 | 04. Februar bis 3. Mai 1919                                |